# Републикански път III-293
Републикански път IIІ-293 е третокласен път, част от републиканската пътна мрежа на България, изцяло на територията на област Добрич. Дължината му е 47,3 км.
Пътят се отклонява наляво при 50,1-ви км на Републикански път II-29 и околовръстния път на град Добрич, североизточно от града и се насочва на север. Минава последователно през селата Паскалево, Свобода, Крушари, Александрия, Коритен и Северняк и на 1,7 км след последното достига до границата с Румъния. След село Северняк пътят представлява полски път, като се предвижда изграждането на ГКПП.
При 30,1 km североизточно от село Крушари надясно се отделя Републикански път III-2932 (16,9 km) през селата Полковник Дяково и Добрин до село Росица при 28,9 km на Републикански път III-2903.
| Пътища, отклоняващи се надясно (населено място, № на пътя, посока на пътя) | Км   | Пътища, отклоняващи се наляво (посока на пътя, № на пътя, населено място)            |
| -------------------------------------------------------------------------- | ---- | ------------------------------------------------------------------------------------ |
| Община Добрич, II-29, 50,1 км ← .                                          | 0,0  | ← 50,1 км, II-29, Община Добрич ← 87,6 км, II-71 (от 6,9 км на I-7) ← 7,9 км, II-97  |
| Община Добричка                                                            | 1,9  | Община Добричка                                                                      |
| с. Паскалево                                                               | 4,1  | с. Паскалево                                                                         |
|                                                                            | 6,3  | → общински път (за с. Росеново)                                                      |
| (за с. Ломница) общински път ←                                             | 10   |                                                                                      |
| (за с. Овчарово) общински път ←                                            | 11,4 | → общински път (за с. Божурово)                                                      |
| с. Свобода                                                                 | 18,1 | → с. Свобода, общински път (за с. Добрево)                                           |
| Община Крушари                                                             | 20,2 | Община Крушари                                                                       |
| (за с. Лозенец) общински път ←                                             | 22,8 | → общински път (за с. Загорци)                                                       |
| (за с. Земенци) общински път ←                                             | 25,6 |                                                                                      |
| с. Крушари                                                                 | 28,4 | ← с. Крушари, 17,9 км, III-7103 (от 39,1 км на II-71) → общински път (за с. Северци) |
| (до с. Росица) III-2932, 0 км ←                                            | 30,1 |                                                                                      |
| с. Александрия                                                             | 37   | → с. Александрия, общински път (за селата Телериг и Огняново)                        |
| (за с. Абрит) общински път, с. Коритен ←                                   | 42,4 | ← с. Коритен, 55,7 км, III-7001 (от гр. Алфатар)                                     |
| (за с. Поручик Кърджиево) общински път, с. Северняк ←                      | 45,6 | с. Северняк                                                                          |
| граница с Румъния                                                          | 47,3 | граница с Румъния                                                                    |